# Filfiskar
Filfiskar (Monacanthidae) är en familj tropiska eller subtropiska fiskar. Det finns ungefär 107 arter fördelade över 26 släkten. Filfiskar återfinns i Atlanten, Stilla havet och Indiska oceanen. 
Namnet kommer av deras kompakta kropp och den sträva ytan. 

## Släkten och arter
- Acanthaluteres
- Acreichthys
- Aluterus
  - Aluterus heudelotii Hollard, 1855
  - Aluterus maculosus Richardson, 1840
  - Aluterus monoceros (Linnaeus, 1758)
  - Aluterus schoepfii (Walbaum, 1792)
  - Aluterus scriptus (Osbeck, 1765)
  - Aluterus velutinus Jenyns, 1842
- Amanses
  - Amanses scopas
- Anacanthus
- Brachaluteres
- Cantherhines
- Cantheschenia
- Chaetodermis
- Colurodontis
- Enigmacanthus
- Eubalichthys
- Lalmohania
- Meuschenia
  - Meuschenia scaber
- Monacanthus
- Nelusetta
  - Nelusetta ayraud
- Oxymonacanthus
  - Oxymonacanthus longirostris
- Paraluteres
  - Paraluteres arqat
  - Paraluteres prionurus
- Paramonacanthus
- Pervagor
- Pseudalutarius
- Pseudomonacanthus
  - Pseudomonacanthus elongatus Fraser-Brunner, 1940
  - Pseudomonacanthus macrurus (Bleeker, 1857)
  - Pseudomonacanthus peroni (Hollard, 1854)
- Rudarius
- Scobinichthys
- Stephanolepis
- Thamnaconus